# Gonghe
Gonghe (léase Kong-Je, en chino, 共和县; pinyin, Gònghé xiàn; literalmente, ‘república’) también conocida por su nombre tibetano de   Gerqen (en tibetano, གསེར་ཆེན ; wylie, Gêrqên) es un  condado bajo la administración directa de la Prefectura Hainan en la Provincia de Qinghai, República Popular China.  Su área es de 16 626 km² y su población total para 2010 superó los 122 mil habitantes.

## Administración
Desde julio de 2020, el  condado Gonghe se divide en  pueblos que se administran en 7 poblados y 4  villas.

## Toponimia
El nombre chino "Gonghe" se utilizó cuando la provincia de Qinghai estableció condados en 1929, y es la forma corta de decir "república de cinco grupos étnicos".
El nombre de este lugar en tibetano es Gêrqên. "Gêrqên" es la abreviatura de "Montaña Longbao Gerqen", una montaña alta del territorio. Esta montaña también se encuentra al norte de la ciudad Qabqia, la sede del condado, y desempeña un papel de barrera, de ahí su nombre.